# Aprenentatge

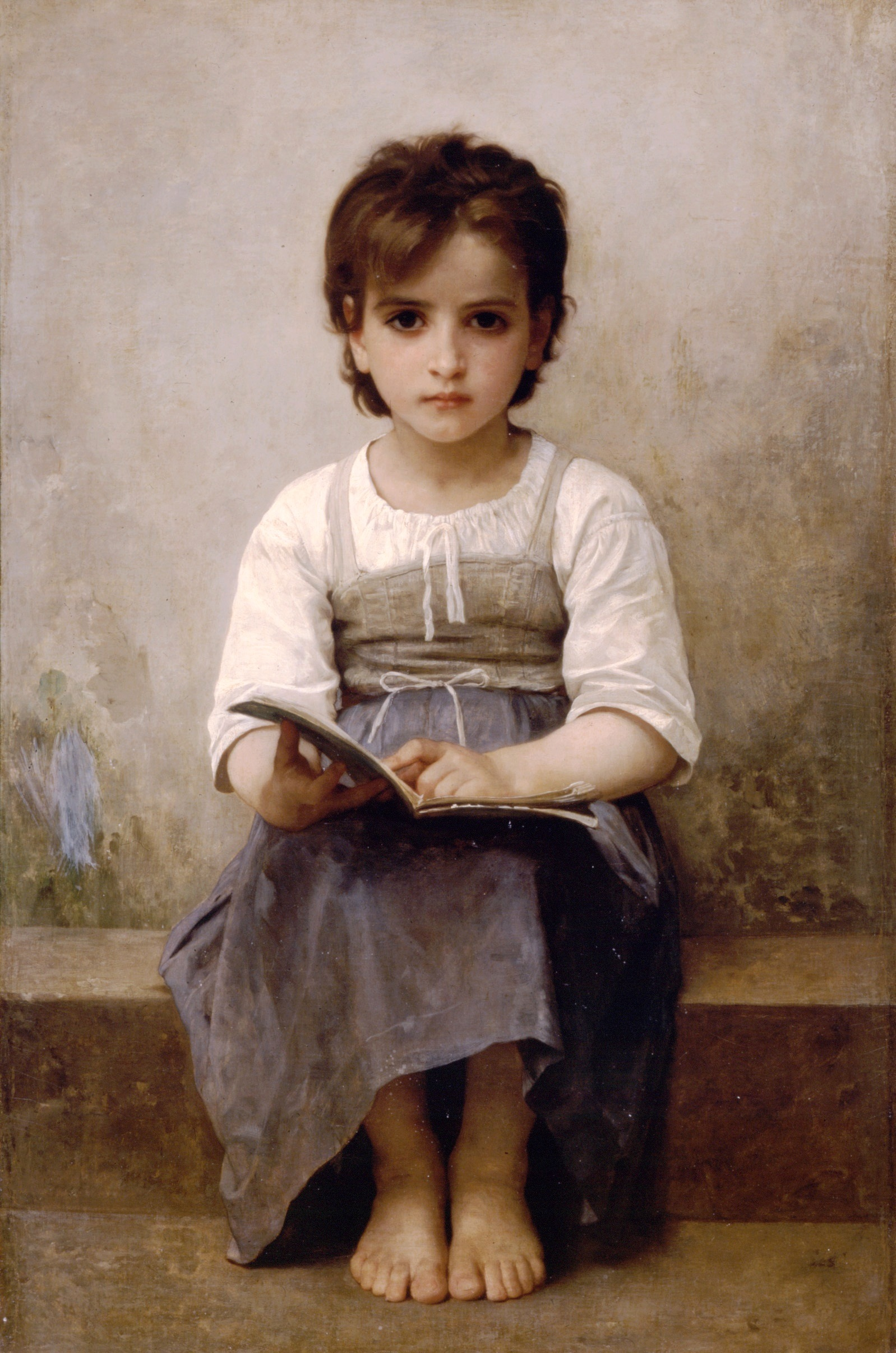
La lliçó complicada, quadre de William-Adolphe Bouguereau (1884)

L'aprenentatge és el procés psicològic a través del qual es modifiquen i adquireixen habilitats, destreses, coneixements, conductes o valors com a resultat de l'estudi, l'experiència, la instrucció, el raonament i l'observació. Aquest procés, que no es pot atribuir a processos maduratius, pot ser analitzat des de diferents perspectives, motiu pel qual existeixen diferents teories de l'aprenentatge. L'aprenentatge és una de les funcions mentals i/o cognitives més importants en humans, animals i sistemes artificials. En l'aprenentatge intervenen diversos factors que van des del medi en què l'ésser humà es desenvolupa fins als valors i els principis que s'aprenen en l'entorn familiar. En aquest s'estableixen els principis de l'aprenentatge de tot individu i es fixa el coneixement rebut que arriba a formar després la base per a aprenentatges posteriors.
L'aprenentatge humà està relacionat amb l'educació i el desenvolupament personal. Ha d'estar orientat adequadament i és òptim quan l'individu està motivat. Com s'aprèn interessa a diverses branques del coneixement: la neuropsicologia, la psicologia educativa i l'antropologia, aquella que recull les peculiaritats pròpies de cada etapa del desenvolupament humà, i concep els seus plantejaments teòrics, metodològics i didàctics per a cada una d'aquestes. En aquesta s'emmarquen, per exemple: la pedagogia, l'educació infantil; i l'andragogia, l'educació d'adults.
L'aprenentatge es produeix a través dels canvis de conducta que produeixen les experiències. I encara que en aquests canvis intervenen factors maduratius, ritmes biològics i malalties, no són determinants com a tals. L'aprenentatge és el procés mitjançant el qual s'assoleix una determinada habilitat, s'assimila una informació o s'adopta una nova estratègia de coneixement i acció.
L'aprenentatge com a establiment de noves relacions temporals entre un ser i el seu medi ambient, ha estat objecte de nombrosos estudis empírics, realitzats tant en animals com en persones. Mesurant els progressos aconseguits en un temps determinat s'obtenen les corbes d'aprenentatge, que mostren la importància de la repetició d'algunes predisposicions fisiològiques, dels "assajos i errors", dels períodes de repòs després dels quals s'acceleren els progressos, etc. Mostren, també, l'última relació d'aprenentatge amb els reflexes condicionats.
L'aprenentatge també és un procés a través del qual la persona s'apropia del coneixement en les seves diferents dimensions: conceptes, procediments, actituds i valors.
L'aprenentatge és l'habilitat mental per mitjà de la qual coneixem, adquirim hàbits, desenvolupem habilitats, forgem actituds i ideals. És vital per als éssers humans, perquè ens permet adaptar-nos físicament i intel·lectualment a l'entorn en què vivim, per mitjà d'una modificació de la conducta.

## Conceptes teòrics
En termes generals hi ha tres tipus de models d'aprenentatges:
- Aprenentatge a partir de la pròpia experiència (condicionament clàssic o operant)
- Aprenentatge Vicari o Social és una forma d'adquisició de conductes noves per mitjà de l'observació.
- Aprenentatge per transmissió de la cultura a través del llenguatge.

## Conductes innates
Hi ha, però, certes conductes que no es fan fruit de l'aprenentatge, aquestes són els reflexos i les conductes innates. Segons Edward Lee Thorndike, les lleis de l'aprenentatge són universals. Això no dista del que avui dia se sap i és que es considera que els principis i lleis de l'aprenentatge són comuns a totes les espècies (els mecanismes bàsics de l'aprenentatge es poden observar en totes les espècies animals). Fins i tot alguns aprenentatges senzills s'han arribat a observar en alguns invertebrats i algunes dades apunten a una existència d'aprenentatge en éssers unicel·lulars. S'ha de distingir entre els canvis relativament permanents (aprenentatge) i els canvis breus que no són aprenentatges i que poden venir donats per la fatiga, la maduració, les alteracions motivacionals...

## Aprenentatge per observació

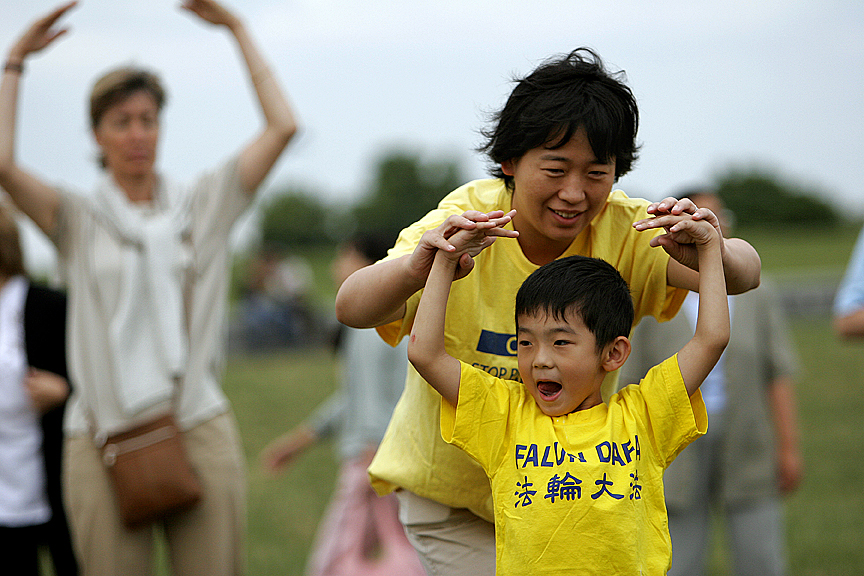
Nens aprenent per l'observació de models

L'aprenentatge per observació, també conegut com a modelatge, fa referència al fet que amb l'observació s'adquireixen representacions simbòliques de les activitats. Durant els primers anys del desenvolupament aquest es redueix a imitació espontània, mentre que a mesura que van desenvolupant la capacitat de simbolitzar apareix la imitació de conductes socials. Segons Albert Bandura i Richard Walters, els tres efectes més importants que se'n deriven de l'observació de models són:
- Efectes de modelatge: l'observador pot adquirir respostes noves que no existien abans en el seu esquema de comportament, mitjançant l'observació de models.
- Efectes inhbitoris-desinhibitoris: l'observació de models pot enfortir o debilitar les respostes inhibitòries, segons si el model contribueix a bloquejar o desbloquejar les respostes del que observa.
- Efecte de provocació: suposa que el model dispara l'aparició de la conducta

Segons Bandura, hi ha quatre elements que determinen l'eficàcia de l'aprenentatge:
- Processos d'atenció que controlen l'exploració i la percepció de les activitats mal·leables.
- Processos de retenció que transformen les experiències en símbols o models interns que actuen com a pauta d'execució.
- Processos de producció que fan possible la nova combinació d'accions o habilitats ja disponibles.
- Processos de motivació que determinen fins a quin punt la nova habilitat o model es durà a la pràctica.

Segons el mateix autor, els factors que afavoreixen la imitació són:
- Selecció del model: similitud i prestigi.
- Combinació de l'emmotllament amb instruccions.
- Simplicitat de conducta
- Reforç de la conducta model

## Condicionament social
El condicionament social, també conegut com a aprenentatge vicari o d'observació de models. Hi ha diferents enfocaments:
- Julian Rotter: introdueix el concepte cognitiu d'expectatives individuals de resultat com a previsor de la probabilitat que es produeixi una conducta particular.
- Alguns autors parlaven de la importància que el subjecte estigui assabentat de les contingències i lleis que regeixen les conseqüències derivades de les seves respostes.
- Bandura ha estat l'autor més representatiu de l'orientació de l'aprenentatge social.

## Models cognitius de l'aprenentatge

### Teories basades en el model de conducta
Clark Leonard Hull introduí el concepte de caixa negra en introduir variables intermèdies entre estímul i resposta, fent referència als diferents estats de l'organisme. Segons ell, l'aprenentatge és un procés passiu d'abstracció dels atributs comuns més reforçats d'una sèrie d'estímuls, els quals adquireixen una força associativa més gran amb una determinada conseqüència o amb un concepte.
- Teories mediadores, són variables mediadores entre estímul i resposta, no observables directament perquè són propioceptives.
- N.J. Mackintosh i N.S.Sutherland es basen en la selecció de la informació mitjançant el reforç.[3]
- Dollar i Miller introdueixen les teories psicodinàmiques a l'aprenentatge.
- Skinner, promulga en condicionament instrumental assegurant que els estímuls han de ser externs, observables, quantificables i objectivables.

### Teories basades en el model cognitiu
- Aprenentatge vicari de Bandura.
- Edward C. Tolman introdueix el concepte d'aprenentatge significatiu assegurant que no hi ha connexions entre estímuls i respostes, sinó estructures significants relacionades amb les expectatives del subjecte.
- Apareix el model de desenvolupament cognitiu o model genetico-cognitiu de Jean Piaget amb dos conceptes clau:
  - Assimilació: com afronta un estímul amb l'esquema mental actual.[4]
  - Acomodació: com s'ajusta l'esquema mental per acoblar el nou estímul.[4]
- Lev Vygotski introdueix el model dialèctic o d'interacció, que posteriorment esdevindria en el model constructivista establint el concepte de zona de desenvolupament pròxim.
- Jerome Bruner parteix del model piagetià i del vigostkià per assegurar que l'aprenentatge prové de la conjunció d'uns processos necessaris, que són: disposar d'un objectiu i l'avaluació i correcció de la mateixa activitat en funció del patró inicial.[5]

## Models humanistes
El model de l'aprenentatge significatiu de Carl Rogers distingeix dos tipus d'aprenentatges:
- Aprenentatge cognitiu
- Aprenentatge significatiu: es dona quan la persona s'adona què és important pel seu propòsits i, per tant, s'implica emocionalment.

## Didàctica
La didàctica és la branca de la pedagogia que s'ocupa d'estudiar com ha de funcionar l'aprenentatge en els éssers humans de manera òptima, és a dir, quina és la millor manera d'ensenyar uns determinats continguts o habilitats.

## Aspectes bàsics que potencien l'aprenentatge
Segons la neurociència, hi ha certs aspectes fisiològics que tenen un paper clau en el cervell i la nostra capacitat d'aprenentatge:
- Dormir. Dormir és essencial per la salut humana: permet un bon processament dels carbohidrats i sucres en el cos, promou la salut cardiovascular, regula la pressió sanguínia, enforteix el sistema immunitari i regula l'activitat hormonal, entre moltes altres coses. Així, dormir ens permet tendir a un benestar general, la qual cosa ens apuja la motivació i la capacitat d'atenció i ens ajuda a mantenir una bona salut mental de manera natural. A més, dormir està vinculat amb els processos de la memòria. També s'ha demostrat que les migdiades promouen l'aprenentatge de noves habilitats.

- Nutrició. El sucre té un rol clau en el benestar del cervell i cal mantenir-ne uns nivells estables en la sang per poder tenir unes condicions òptimes per a l'aprenentatge. Esmorzar és essencial per mantenir els nivells de sucre de la sang. Els carbohidrats i les proteïnes aporten aminoàcids com la tirosina que controlen la comunicació entre neurones i regulen l'estat d'ànim. L'equilibri de la flora intestinal també té un fort efecte sobre la nostra habilitat acadèmica. La deficiència de vitamines i la desnutrició abans dels 2 anys està connectada a una reducció de les habilitats cognitives al llarg dels següents anys de vida escolar. Alguns dels nutrients especialment importants pel cervell són el ferro, el iode, la tiamina, la vitamina E i la vitamina B12.

- Exercici. S'ha observat que un estil de vida actiu potencia les capacitats cognitives, la memòria i millora el rendiment acadèmic. S'ha demostrat que fins i tot una activitat física de curta durada té efectes immediats en l'atenció i habilitat cognitiva dels estudiants. També s'ha demostrat que l'exercici, sobretot al matí, pot ajudar a nens amb TDA a controlar els símptomes del seu trastorn, així com a nens sense el trastorn, a millorar la seva atenció. S'ha trobat també que durant l'exercici, es creen noves neurones al cervell.

## Transferència
La transferència d'aprenentatge és l'aplicació d'habilitats, coneixements o comprensió per resoldre un problema o situació nova que es produeix quan es compleixen determinades condicions. Les investigacions indiquen que la transferència d'aprenentatge és poc freqüent; més comú quan "... indicat, preparat i guiat..." i ha intentat aclarir què és i com es podria promoure mitjançant la instrucció.
Al llarg de la història del seu discurs s'han avançat diverses hipòtesis i definicions. En primer lloc, s'especula que existeixen diferents tipus de transferència, com ara: la transferència propera, l'aplicació d'habilitats per resoldre un problema nou en un context similar; i la transferència llunyana, l'aplicació de l'habilitat per resoldre un problema nou presentat en un context diferent. A més, Perkins i Salomon (1992) suggereixen que la transferència positiva en els casos en què l'aprenentatge dona suport a la resolució de problemes nous, i la transferència negativa es produeix quan l'aprenentatge previ inhibeix el rendiment en tasques altament correlacionades, com ara l'aprenentatge d'una segona o tercera llengua. Els conceptes de transferència positiva i negativa tenen una llarga història; els investigadors de principis del segle xx van descriure la possibilitat que "... hàbits o actes mentals desenvolupats per un tipus particular d'entrenament puguin inhibir en lloc de facilitar altres activitats mentals". Finalment, Schwarz, Bransford i Sears (2005) han proposat que la transferència de coneixement a una situació pot ser diferent de la transferència de coneixement a una situació com a mitjà per conciliar les troballes que la transferència pot ser freqüent i difícil de promoure.
Una llarga i significativa història de recerca també ha intentat explicar les condicions en què es pot produir la transferència de l'aprenentatge. Les primeres investigacions de Ruger, per exemple, van trobar que el "nivell d'atenció", les "actituds", el "mètode d'atac" (o mètode per abordar un problema), una "cerca de nous punts de vista", una "prova acurada de hipòtesi" i "generalització" eren enfocaments valuosos per promoure la transferència. Per afavorir la transferència a través de l'ensenyament, Perkins i Salomon recomanen alinear l'ensenyament ("abraçar") amb la pràctica i l'avaluació, i "fer pont", o animar els estudiants a reflexionar sobre experiències passades o a establir connexions entre els coneixements previs i el contingut actual.